# Microchrysa polita
Microchrysa polita – gatunek muchówki z rodziny lwinkowatych i podrodziny Sarginae.
Gatunek ten opisany został w 1758 roku przez Karola Linneusza jako Musca polita.
Muchówka o ciele długości od 4 do 6 mm. Czułki ma ubarwione głównie czarno. Półkulistą głowę cechuje metalicznie zielona twarz. Tułów jest ciemny, złotozielony, pozbawiony żółtej przepaski na przodzie szwu notopleuralnego. Skrzydła są nieco zażółcone, z brunatnymi żyłkami. Odnóża są czarne z żółtymi stopami i częściowo goleniami.
Jasnobrunatne larwy przechodzą rozwój w szczątkach roślinnych i ziemi ogrodowej. Imagines są aktywne od maja do września.
Owad holarktyczny, znany z prawie całej Europy, z wyjątkiem południa Bałkanów i Portugalii. W Azji sięga na wschód do Mongolii.